# Tullgrenella peniaflorensis
Tullgrenella peniaflorensis är en spindelart som beskrevs av Galiano 1970. Tullgrenella peniaflorensis ingår i släktet Tullgrenella och familjen hoppspindlar. Inga underarter finns listade i Catalogue of Life.